# Campionati africani di atletica leggera 2014 - 3000 metri siepi femminili
La specialità dei 3000 metri siepi femminili ai Campionati africani di atletica leggera di Marrakech 2014 si è svolta il 14 agosto 2014 allo Stade de Marrakech in Marocco.
La gara è stata vinta dall'etiope Hiwot Ayalew, che ha preceduto la connazionale Sofia Assefa, argento, e la marocchina Salima Elouali Alami, bronzo.

## Risultati

### Finale
| Class.  | Nome                 | Nazione    | Tempo    | Note                  |
| ------- | -------------------- | ---------- | -------- | --------------------- |
| Oro     | Hiwot Ayalew         | Etiopia    | 9:29.54  | Record dei campionati |
| Argento | Sofia Assefa         | Etiopia    | 9:30.20  |                       |
| Bronzo  | Salima Elouali Alami | Marocco    | 9:33.02  |                       |
| 4       | Etenesh Diro         | Etiopia    | 9:36.56  |                       |
| 5       | Habiba Ghribi        | Tunisia    | 9:41.30  |                       |
| 6       | Purity Kirui         | Kenya      | 9:50.87  |                       |
| 7       | Joan Kipkemoi        | Kenya      | 9:50.95  |                       |
| 8       | Eliane Saholinirina  | Madagascar | 10:09.25 |                       |
| dnf     | Amina Bettiche       | Algeria    | dnf      |                       |